# Pandenolf de Capoue
Pandenolf ou Pandonolf de Capoue  prince de Capoue en 862 et de 879 à 882.

## Origine
Pandelnolf est le fils aîné de Pando de Capoue à qui il succède brièvement comme comte après sa mort en 862 avant d'être chassé par son oncle l'évêque Landolf.

## Règne
Après la mort de l'évêque-comte Landolf II de Capoue en février/mars 879 ses neveux se partagent à l'amiable son héritage qui comprend outre les deux villes de Capoue l'ancienne et la nouvelle, Caserte, Caiazzo, Teano, Calinum, Sessa et Sora.
Deux partis se forment celui de Pandenolf qui s'attribue le titre de comte et contrôle Capoue Teano et Caserte et celui de ses cousins les fils de Landenolf (mort en 859)  qui sollicitent l'alliance du prince de Salerne.
Landenolf de son côté tente de s'allier avec le prince de Bénévent et le Stratège byzantin de Bari. Il reconnaît par ailleurs implicitement la suzeraineté du Saint-Siège et ayant chassé de son siège l'évêque de Capoue Landolf le Jeune, fils de Landon III qui était de l'autre parti il impose son propre frère Landenolf bien que ce dernier soit marié ! Malgré les suppliques  horrifiées de l'abbé du Mont-Cassin et de l'évêque de Teano la Pape Jean VIII accepte et à la fin de 879 il partage même le diocèse de Capoue en deux entre les prétendants. Pandenolf trouve un autre allié avec Athanase II de Naples lui-même allié aux Sarrazins qui s'implantent à Agropoli vers 880.
Après l'entrevue manquée de Nola qui devait rassembler les princes Lombards le Stratège grec le duc de Naples et la pape afin de définir une politique commune contre les musulmans, Pandebolf appuie Jean VIII qui veut intervenir contre Docibilis Ier l'Hypatos de Gaète qui ne tenait pas compte des injonctions pontificales et continuait à négocier des alliances avec les musulmans. Pandenolf s'avance jusqu'à Formies et bloque les habitants de Gaète dans leur péninsule rocheuse. Docibils fait immédiatement appel aux Sarrazins qui ravagent les terres du Saint-Siège . le pape est contraint de signer un traité avec Docibils de Gaète. En 882, après un règne de trois ans et huit mois, Pandenolf est victime d'une révolte fomentée par son ancien allié Athanase II il est expulsé avec son frère l'évêque Landenolf par ses rivaux dont l’aîné de ses cousins Landon III de Capoue, fils aîné de Landenolf (mort en 859) gastald de Teano, qui se proclame comte. Landenolf se réfugie alors à Naples.

## Sources
- Venance Grumel Traité d'études byzantines La Chronologie: Presses universitaires de France Paris 1958, « Princes Lombards de Bénévent et de Capoue » p. 418-420.
- Jules Gay L'Italie méridionale et l'Empire byzantin depuis l'avènement de Basile Ier jusqu'à la prise de Bari par les Normands (867-1071) Albert Fontemoing éditeur, Paris 1904 p. 636.
- « Chronologie historique des comtes et princes de Capoue » dans L'art de vérifier les dates… .
- (en) Pandonulf (862-882) sur le site Medieval Lands.